# Hemictenophora
Hemictenophora là một chi bướm đêm thuộc họ Noctuidae.